# Thaumatogelis rufipes
Thaumatogelis rufipes là một loài tò vò trong họ Ichneumonidae.